# Cimetière d'Azé
Le cimetière d'Azé est un cimetière situé sur le territoire de la commune d'Azé dans le département français de Saône-et-Loire et la région Bourgogne-Franche-Comté.

## Historique
Le cimetière, transféré à l'extérieur du bourg au milieu du XIXe siècle, dispose, appuyé contre le mur de clôture Est, d'une croix du cimetière, montée sur un haut piédestal polygonal de style néo-gothique. Une inscription en lettres gothiques court sur une ligne : Ecce pignus immortalitatis (signifiant : « Voici le gage de l'immortalité »). La date de 1862 est gravée au revers.